# Oleksandr Motuzenko
Oleksandr Motuzenko (n. 11 iulie 1967, Smila, RSS Ucraineană, URSS) este un caiacist ce a reprezentat Uniunea Republicilor Sovietice Socialiste, medaliat olimpic. A participat la o ediție a Jocurilor Olimpice (1988) în care a câștigat o medalie de argint.

## Participări
Lista de mai jos prezintă principalele competiții la care a participat Oleksandr Motuzenko de-a lungul carierei.
- canoeing at the 1988 Summer Olympics – men's K-4 1000 metres[*]